# Pterolophia aeneipennis
Pterolophia aeneipennis là một loài bọ cánh cứng trong họ Cerambycidae.